# Teodor Anghelini
Teodor Anghelini (in italiano: Teodoro Angelini; Brașov, 9 marzo 1954) è un ex calciatore rumeno di origine italiana.
Comincia la carriera nello Steagul Rosu di Brasov per poi passare alla Steaua Bucarest nel 1974.
Con i rosso blu di Bucarest ha vinto due campionati e due coppe nazionali ed ha giocato dal 1974 al 1979 per ben 22 volte con la maglia gialla della Nazionale di Romania.

## Palmarès

### Competizioni nazionali
- Campionato rumeno: 2

Steaua Bucarest: 1975–1976, 1977–1978
- Coppa di Romania: 2

Steaua Bucarest: 1975–1976, 1978–1979